# Коефіцієнт укорочення
Коефіцієнт укорочення — безрозмірнісна величина, характеристика лінії передавання (електричної, оптоволоконної, хвилеводної), яка показує, у скільки разів фазова або групова швидкість хвилі в лінії передавання менша, ніж швидкість світла у вакуумі.
Коефіцієнт укорочення {\displaystyle k_{p}} визначають за формулою:
{\displaystyle k_{p}=c/c_{l},}
де {\displaystyle c} — швидкість світла у вакуумі;
{\displaystyle c_{l}} — швидкість поширення електромагнітної хвилі в лінії передавання.
В літературі замість коефіцієнта укорочення іноді застосовують обернену величину, звану коефіцієнтом швидкості або коефіцієнтом уповільнення (Velocity of Propagation, Velocity Factor) {\displaystyle v_{p}}:
{\displaystyle v_{p}=1/k_{p}=c_{l}/c.}

## Коефіцієнт укорочення в електричних лініях передавання
Коефіцієнт укорочення залежить від типу лінії передавання, а також у загальному випадку від розмірів її поперечного перерізу провідників або площі перерізу хвилевода, електромагнітних параметрів (ε діелектрика, μ) матеріалів лінії, типу хвилі; ці параметри спільно визначають погонні параметри лінії передачі (ємність, індуктивність на одиницю довжини лінії).
Як правило, коефіцієнт укорочення вказують для ліній передачі з Т-хвилею (наприклад, у коаксіальних лініях) або квазі-Т-хвилею (наприклад, у мікросмужкових лініях), тобто для хвиль без істотної дисперсії в робочій смузі частот, за таких умов можна вважати, що фазова і групова швидкості хвилі рівні.
Якщо є суттєва дисперсія, то коефіцієнт укорочення залежить від частоти, при цьому не можна вказати конкретну швидкість поширення електромагнітної хвилі, тому використовують фазову швидкість.
Швидкість поширення електромагнітної хвилі у провідній лінії залежить від її погонних параметрів — індуктивності на одиницю довжини {\displaystyle L_{x}} та ємності на одиницю довжини {\displaystyle C_{x}} (у SI Гн/м та Ф/м відповідно):
{\displaystyle c_{l}=1/{\sqrt {L_{x}C_{x}}}.}
Коефіцієнт укорочення:
{\displaystyle k_{p}=c/c_{l}=c{\sqrt {L_{x}C_{x}}}.}

## Коефіцієнт укорочення в антенних системах
Практично поняття коефіцієнта укорочення поширюють також на резонансні дротяні (вібраторні) антени під час визначення відмінності їх фактичної довжини від електричної довжини, зумовленої, наприклад, впливом покриття провідника антени шаром діелектричного матеріалу, наближених методів розрахунку або розташованих поруч із антеною об'єктів. Поняття коефіцієнта укорочення тут може мати інший зміст.

## Коефіцієнт укорочення для хвилі у вільному просторі
Якщо електромагнітна хвиля поширюється у просторі, заповненому речовиною, то швидкість її поширення менша від швидкості світла у вакуумі:
{\displaystyle c_{l}=1/{\sqrt {\mu _{0}\varepsilon _{0}\mu \ \varepsilon }}=c/{\sqrt {\mu \ \varepsilon }},}
де {\displaystyle \varepsilon _{0}} і {\displaystyle \mu _{0}} — електрична і магнітна сталі;
{\displaystyle \varepsilon } і {\displaystyle \mu } — відносна діелектрична проникність і відносна магнітна проникність середовища.
Коефіцієнт укорочення: {\displaystyle k_{p}={\sqrt {\mu \ \varepsilon }}.}
У діелектриках зазвичай {\displaystyle \mu =1,} тому {\displaystyle k_{p}={\sqrt {\varepsilon }}.}

## Коефіцієнт укорочення у волоконно-оптичних лініях передавання
У волоконно-оптичних лініях передавання коефіцієнт укорочення залежить від показника заломлення {\displaystyle n} світлоносної серцевини оптичного волокна:
{\displaystyle k_{p}=n.}

## Практичне застосування коефіцієнта укорочення
Коефіцієнт укорочення необхідно враховувати для встановлення зв'язку між електричною (визначуваною за зсувом фази або затримкою поширення електромагнітної хвилі) та фізичною (реальною) довжинами лінії передавання.
Ця задача виникає під час проєктування елементів на основі відрізків ліній передавання: ліній затримки, шлейфів і трансформувальних відрізків для узгоджувальних пристроїв, фазозсувних та фазоінвертувальних відрізків ліній, зокрема в пристроях симетрії типу U-коліно.
Параметр також використовують під час діагностики фідерів для локалізації неоднорідності лінії (визначення місця несправності в лінії).

## Методи вимірювання коефіцієнта вкорочення
Імпульсний метод
Коефіцієнт укорочення найпростіше виміряти за допомогою імпульсного рефлектометра — вимірювача параметрів ліній передавання. При цьому вимірюється час проходження електромагнітного імпульсу туди й назад уздовж лінії при відбитті від віддаленого кінця достатньо довгого відрізка випробовуваного кабелю відомої довжини. Для підвищення точності вимірювання необхідно подовжувати випробувану лінію та/або зондувати її коротшими імпульсами. Для коротких відрізків кабелю цей метод може бути непридатним.
Резонансний метод
Для коротких відрізків кабелю застосовують резонансні методи. У досліді вимірюють резонанс закороченого або розімкнутого на віддаленому кінці шматка кабелю. При закороченому кабелі спостерігають максимум напруги при резонансі, причому довжина відрізка кабелю дорівнює чверті довжини хвилі в кабелі. За відомою довжиною кабелю та виміряною резонансною частотою визначають коефіцієнт укорочення. Аналогічно при розімкнутому кабелі домагаються резонансу за мінімумом напруги, при цьому довжина кабелю дорівнює чверті довжини хвилі на частоті резонансу.
Зручніше проводити вимірювання на напівхвильовому відрізку кабелю, тоді при закороченому кабелі спостерігається мінімум напруги при резонансі і навпаки, при розімкнутому кабелі досягають резонансу максимуму напруги.
Оскільки кабель має резонанси на кратних частотах, необхідно проводити вимірювання на найнижчій частоті. Перед вимірами зручно зробити приблизний розрахунок частоти першого резонансу, виходячи з довжини кабелю, прийнявши вкорочення в межах від 1 до 1.5
За хвильовим опором та погонною ємністю
Зазвичай із технічних характеристик кабелю відомий його хвильовий опір, і коефіцієнт укорочення можна обчислити за відомою або виміряною погонною ємністю кабелю. Погонну ємність можна виміряти за допомогою моста змінного струму для відрізка кабелю відомої довжини: {\displaystyle C_{x}=C/L,} де {\displaystyle C} — виміряна ємність відрізка кабелю, {\displaystyle L} — його довжина.
Оскільки хвильовий опір кабелю {\displaystyle \rho ={\sqrt {L_{x}/C_{x}}}} звідки {\displaystyle L_{x}=\rho ^{2}C_{x},} то {\displaystyle k_{p}=c\ \cdot \rho \ \cdot C_{x}.} Підставивши в цю формулу швидкість світла і виразивши погонну ємність у пФ/м отримаємо зручну для практичного застосування формулу: {\displaystyle k_{p}=0,0003\cdot \rho \cdot C_{x}.}